# سوخت‌های تجدیدپذیر
سوخت‌های تجدیدپذیر سوخت‌هایی هستند که از منابع تجدیدپذیر تولید شده‌اند. به‌طور مثال: سوخت‌های زیستی (مثلا روغن گیاهی که به عنوان سوخت، اتانول، متانول از انرژی پاک و کربن دی‌اکسید یا بیومس، و بیودیزل) و سوخت هیدروژن (زمانی که با فرایندهای تجدیدپذیر تولید شده باشد). این در حالی است که سوخت‌های تجدید ناپذیر مانند گاز طبیعی، گاز مایع (پروپان)، نفت و دیگر سوخت‌های فسیلی و انرژی هسته‌ای در مقابل آن هستند. سوخت‌های تجدید پذیر می‌تواند شامل سوخت‌هایی باشند که از منابع انرژی تجدید پذیر، مانند باد و انرژی خورشیدی سنتز شده باشد. سوخت‌های تجدید پذیر به دلیل پایداری، سهم کم شان در چرخهٔ کربن و در برخی موارد به دلیل مقادیر کمتر گازهای گلخانه‌ای محبوبیت زیادی بدست آورده‌اند. انشعابات جغرافیای سیاسی این سوخت‌ها نیز مورد علاقه هستند، به خصوص برای اقتصادهای صنعتی که طرفدار عدم وابستگی به نفت خاورمیانه هستند.

## اساس سوخت‌های تجدیدپذیر
چشم‌انداز انرژی جهانی آژانس بین‌المللی انرژی در سال ۲۰۰۶ به این نتایج می‌رسد که افزایش تقاضای نفت، اگر بدون کنترل باشد، آسیب‌پذیری کشورهای مصرف‌کننده را در برابر اختلالی شدید در عرضه و در نتیجه به شوک قیمت‌ها بینجامد. در حمل و نقل نسبت به فرآورده‌های نفتی، سوخت‌های زیستی قابل بازیافت نشان دهندهٔ یک منبع کلیدی تنوع هستند. سوخت‌های زیستی دانه و چغندر قند در مناطق معتدل نقشی مهم برای ایفا کردن دارند، اما نسبتاً گران‌قیمت هستند و بهره‌وری انرژی و منافع مربوط به پس‌انداز CO2 در آنها متغیر است. سوخت‌های زیستی بدست آمده از نی شکر و سایر محصولات زراعی گرمسیری با بهره‌وری بالا، بسیار رقابتی تر و سودمندتر هستند. اما در نهایت، همهٔ سوخت‌های زیستی نسل اول برای زمین، آب، و دیگر منابع با تولید مواد غذایی به رقابت می‌پردازند. برای توسعه و تجاری سازی فن آوری‌های سوخت‌های زیستی نسل دوم به تلاش‌های بیشتری از قبیل تصفیه خانه‌های زیستی و لیگنوسلولزیک‌ها نیاز است که امکان تولید انعطاف‌پذیر سوخت‌های زیستی و سایر محصولات را از مواد گیاهی غیر خوراکی فراهم می‌سازد.
نظریه نقطهٔ پیک نفت هوبرت نشان می‌دهد که نفت منبع محدودی است که به سرعت در حال تهی شدن است. با در نظر گرفتن کل ذخایر نفت باقی مانده در سراسر جهان حدود ۱٫۲۷۷٫۷۰۲٫۰۰۰٫۰۰۰ بشکه (203.1384km3) (حدود نیمی از ذخایر دست نخوردهٔ اصلی) و نرخ استفادهٔ سالانهٔ ۲۵۰۰۰۰۰۰۰۰۰ بشکه در سراسر جهان (4.0km3)، طبق پیش‌بینی‌هایی که بر اساس نرخ فعلی تخلیهٔ نفت صورت گرفته، نفت تنها در حدود ۵۰ سال عمر می‌کند. نفت در صنایع زیر ضروری است: سوخت (گرم سازی خانه، سوخت جت، بنزین، بنزین، و غیره) حمل و نقل، کشاورزی، داروسازی، پلاستیک / رزین، الیاف ساخته شده به دست انسان، لاستیک مصنوعی، و مواد منفجره. اگر دنیای مدرن به عنوان یک منبع انرژی به نفت متکی باقی بماند، قیمت نفت خام می‌تواند به‌طور قابل توجهی افزایش یابد، و اقتصاد را در سراسر جهان بی‌ثبات کند. در نتیجه، محرک‌های سوخت تجدید پذیر عبارتند از: قیمت بالای نفت، عدم تعادل تجارت، بی‌ثباتی در مناطق صادر کننده نفت جهان، قانون سیاست گذاری انرژی سال ۲۰۰۵، پتانسیل سود بادآورده برای کشاورزان آمریکایی و صنعتی، اجتناب از رکود اقتصادی، اجتناب از کمبود محصولات به دلیل 'نقطهٔ پیک نفت' فرار انتظار می‌رود سناریو از اوایل سال ۲۰۲۱ شروع شود، (هر چند نقطهٔ پیک نفت ایدهٔ جدیدی نیست) و کاهش گرمایش جهانی که ممکن است نشان دهندهٔ تغییر بی سابقهٔ آب و هوا باشد.
علاوه بر این، بحثی جهانی پیرامون تغییرات آب و هوا همراه با بی‌ثباتی ژئوپلیتیکی منطقه‌ای، کشورها را به منظور توسعهٔ منابع انرژی جایگزین و کربن خنثی به چالش کشیده اندبه چالش کشیده‌اند؛ بنابراین سوخت‌های تجدید پذیر برای بسیاری از دولت‌ها که استقلال انرژی پایدار را به عنوان یک دارایی با ارزش دیده‌اند، جذاب می‌شوند.
در ۱۹ دسامبر سال ۲۰۰۷، پرزیدنت بوش قانون استقلال انرژی و قانون امنیت را امضا کرد، که به موجب آن تا سال ۲۰۲۲ به حداقل ۳۶ میلیارد گالن (۱۴۰٬۰۰۰،000m3) سوخت تجدید پذیر در بازار نیاز است.
به گزارش آژانس بین‌المللی انرژی (IEA)، تجاری سازی اتانول سلولزی می‌تواند اجازه دهد سوخت‌های اتانول نقش‌های بزرگتری را در آینده بازی کند. می‌توان اتانول سلولزی را از مادهٔ گیاهی عمدتاً از الیاف سلولز غیرخوراکی که ساقه‌ها و شاخه‌های اکثر گیاهان را تشکیل می‌دهند بدست آورد. محصولات انرژی اختصاصی، مثل گاورس، نیز منابع سلولزی امیدبخشی هستند که می‌توان در بسیاری از مناطق ایالات متحده آنها را تولید کرد.

## سوخت‌های زیستی

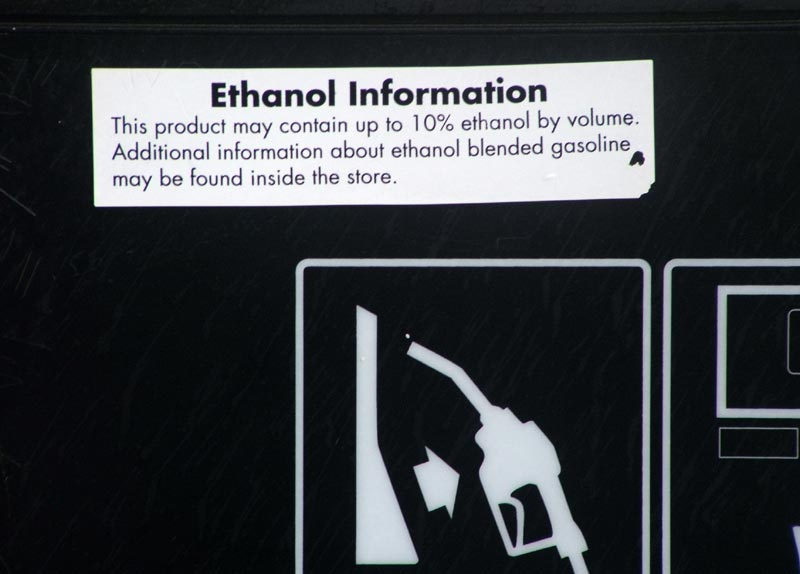
اطلاعات مربوط به پمپ سوخت اتانول در ترکیبی تا میزان ۱۰٪، کالیفرنیا

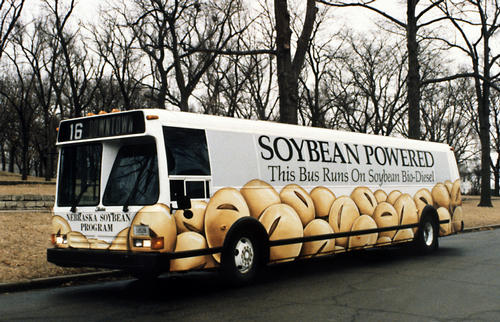
یک اتوبوس با سوخت بیودیزل

سوخت‌های زیستی نوعی از سوخت هستند که انرژی آنها ناشی از تثبیت بیولوژیکی کربن است. سوخت‌های زیستی شامل سوخت‌هایی که از تبدیل بیومس، و همچنین بیومس جامد، سوخت مایع و بیوگازهای مختلف بدست می‌آیند می‌شود. اگر چه منشأ باستانی سوخت‌های فسیلی، تثبیت کربن است، به‌طور کلی به عنوان سوخت‌های زیستی پذیرفته نمی‌شود زیرا آنها حاوی کربنی هستند که برای مدتی بسیار طولانی از چرخهٔ کربن «بیرون» بوده‌است. سوخت‌های زیستی توسط عواملی چون افزایش قیمت نفت، نیاز به افزایش امنیت انرژی، نگرانی از گازهای گلخانه‌ای منتشر شده از سوخت‌های فسیلی، و حمایت از یارانه‌های دولتی، توجه عمومی و علمی بیشتری را به خود معطوف کرده‌اند.
بیو اتانول، نوعی از الکل است که با تخمیر (عمدتا از کربوهیدرات‌هایی که در شکر یا محصولات زراعی نشاسته‌ای مثل ذرت یا نیشکر) ایجاد می‌شود. بیومس سلولزیک، بدست آمده از منابع غیر غذایی چون درختان و چمن، نیز به عنوان یک ماده خام برای تولید اتانول توسعه یافته‌است. می‌توان اتانول را در حالت خالص خود به عنوان سوختی برای وسایل نقلیه استفاده کرد، اما معمولاً اتانول به عنوان یک افزودنی بنزین برای افزایش اکتان و بهبود انتشار گازهای خودرو استفاده می‌شود. بیو اتانول به‌طور گسترده‌ای در ایالات متحده آمریکا و برزیل استفاده می‌شود. در طراحی فعلی کارخانه، از تبدیل بخش لیگنین مواد خام کارخانه به ترکیب کننده‌های سوخت از روش تخمیر خبری نیست.
سوخت زیستی از روغن‌های گیاهی و چربی‌های حیوانی بدست می‌آید. می‌توان اتانول را در حالت خالص خود به عنوان سوختی برای وسایل نقلیه استفاده کرد، اما معمولاً به عنوان یک افزودنی دیزلی برای کاهش سطوح ذرات ریز، مونو اکسید کربن، و هیدروکربن‌های وسایل نقلیهٔ دیزلی بکار می‌رود. بیودیزل از روغن‌ها یا چربی‌ها با استفاده از ترانس استریفیکاسیون تولید می‌شود و رایج‌ترین بیودیزل در اروپا است.
در سال ۲۰۱۰ تولید سوخت‌های زیستی در سراسر جهان به ۱۰۵ میلیارد لیتر (۲۸ میلیارد گالن ایالات متحده)، نسبت به سال ۲۰۰۹ ۱۷٪ افزایش تولید داشت، و ۲٫۷ درصد از سوخت‌های جهان را برای حمل و نقل در جاده را به خود اختصاص داده‌اند، که این سهم تا حد زیادی به اتانول و بیودیزل تعلق دارد. تولید جهانی سوخت اتانول در سال ۲۰۱۰ به ۸۶ میلیارد لیتر (۲۳ میلیارد گالن ایالات متحده) رسید که ایالات متحده و برزیل به عنوان برترین تولیدکننده‌های جهان بودند، این دو کشور با هم، ۹۰ درصد از تولید جهانی را به انجام رسانیده‌اند. بزرگترین تولیدکننده بیودیزل در جهان اتحادیه اروپاست، ۵۳٪ از تمام تولید بیودیزل در سال ۲۰۱۰ توسط اتحادیه اروپا صورت پذیرفته‌است. در سال ۲۰۱۱، حکم ترکیب سوخت‌های زیستی در ۳۱ کشور در سطح ملی و در ۲۹ ایالت/ استان صادر شده‌است. با توجه به گفته‌های آژانس بین‌المللی، انرژی، سوخت‌های زیستی این پتانسیل را دارند که تا سال ۲۰۵۰ پاسخگوی بیش از یک چهارم تقاضای جهانی برای سوخت مورد نیاز حمل و نقل باشند.
روغن گرماکافت (روغن زیستی) نوعی دیگر از سوخت است که از شکستن لیگنوسلولزیکِ بیومس بدست می‌آید. با گرمایش سریع بیومس در غیاب اکسیژن (تجزیه در اثر حرارت)، می‌توان نفت خام مایع را به شکلی درآورد که بتوان بعداً به یک روغن زیستی قابل استفاده پردازش کرد. در مقابل سوخت‌های زیستی، روغن‌های زیستی از شکاف بخش غیر خوراکی بیومس استفاده کرده و می‌تواند در چند میلی ثانیه بدون نیاز به عوامل بزرگ واکنش تخمیر رخ دهد.

## سوخت هیدروژنی

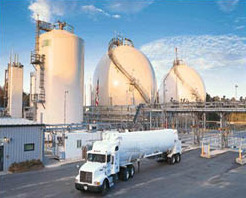
سوخت هیدروژن نیاز به توسعهٔ زیرساخت‌های خاصی برای پردازش، حمل و نقل و ذخیره‌سازی دارد.

سوخت هیدروژن به استفاده از گاز هیدروژن(H2) به عنوان حامل انرژی اشاره دارد. به‌طور کلی، تولید سوخت هیدروژن تجدید پذیر را می‌توان به دو دستهٔ کلی تقسیم کرد: تولید بیولوژیک، و تولید شیمیایی این مبحث، حوزهٔ پژوهش حال حاضر است، و تحولات و فن آوری‌های جدید باعث می‌شوند این زمینه به سرعت تکامل یابد.
تولید بیولوژیکی سوخت هیدروژن حداقل از اوایل سال ۱۹۷۰ تا کنون یک موضوع پژوهشی بوده‌است. گاز هیدروژن را می‌توان از منابع بیومس مثل کشاورزی و باقی مانده‌های جنگل، زباله‌ها و سایر محصولات زراعی خاص کشاورزی تولید کرد. به‌طور خاصی، می‌توان سوخت هیدروژن را در فرایندی به نام تبخیر شدگی، که در آن بیومس با گازی قابل احتراق فرآوری شده و سپس سوزانده می‌شود بدست آورد. روش دیگر هم این است که بیومس را در گرماکافت و فرایند مرتبطی که به گاز هیدروژن مناسب برای کاربردهای سلول سوختی می‌رسد شرکت دهیم. موضوعی که به‌طور مداوم در مورد آن تحقیق می‌شود، تولید مشترک ناخواسته در این دو فرایند است. حضور گازهای آلاینده اغلب به ترکیب خاص منبع بیومس که کنترل آن می‌تواند مشکل باشد بستگی دارد. یک منبع دیگر برای تولید بیولوژیکی سوخت هیدروژن، جلبک است. در اواخر 1990s دانشمندان پی بردند که اگر به جلبک‌ها گوگرد نرسد، آنها به جای تولید اکسیژن در فتوسنتز طبیعی، هیدروژن تولید می‌کنند. در مزارع آزمایشی جلبک تلاش بر این است که جلبک به یک منبع انرژی به صرفه تبدیل شود.
البته روشهای فیزیکی-شیمیایی هم برای تولید هیدروژن وجود دارد. بسیاری از این روش‌ها به برقکافت آب نیاز دارند. هنگامی که این فرایند انرژی خود را از منابع انرژی تجدید پذیر مانند توربین‌های بادی یا سلول‌های فتوولتائیک، تأمین می‌کند این تولید، کمی از منابع تجدید ناپذیر استفاده می‌کند. زمانی که سوخت هیدروژن از منابع تجدیدپذیر انرژی مثل باد یا انرژی خورشیدی تولید شود، سوخت تجدیدپذیر محسوب می‌شود.

## سوخت فرآوری شدهٔ مهندسی شده
PEF جایگزینی جزئی برای سوخت‌های فسیلی در کوره‌های سیمان است. PEF ارزش گرمایی قابل توجهی دارد و می‌تواند در تأسیسات احتراق بالا به عنوان سوخت جایگزین زغال سنگ و گاز استفاده شود. امکانات PEF معمولاً از مکان‌های دفن زباله، زباله‌ها را دور می‌کند و کاهش تقاضای زغال سنگ تجدید ناپذیر و همچنین کاهش ضایعات در محل‌های دفن را به دنبال دارد.